# Stella Kleindienst
Stella Kleindienst-Schaaf (* 12. Mai 1950 als Stella Kleindienst; † 15. Januar 2019 in Polling) war eine deutsche Opernsängerin (Sopran/Mezzosopran).

## Leben
Stella Kleindienst ist in Bonn aufgewachsen. Sie studierte in Bonn, Köln und Hamburg Musik und Germanistik. Anschließend absolvierte sie eine Gesangsausbildung an der Musikhochschule Köln u. a. bei Josef Metternich. Folgend gewann sie 1978 und 1980 den Bundeswettbewerb Gesang in Berlin. Seit 1981 war sie als Solistin in Oper und Konzert tätig. Sie hatte Engagements an der Oper Bremen und an der Staatsoper Stuttgart. An letztgenannter Bühne erarbeitete sie sich ein breites Repertoire – von lyrischen bis zu dramatischen Partien, von Sopran- bis zu Mezzosopranrollen, von barocker Oper bis zu Uraufführungen zeitgenössischer Werke. Zu ihren Partien gehören Waltraute in Die Walküre, Marzelline in Fidelio (mit Jonas Kaufmann 1998 an der Stuttgarter Oper), Despina in Così fan tutte, Gräfin Almaviva und Marcellina in Le nozze di Figaro, Tatjana in Eugen Onegin, Micaela in Carmen, Komponist in Ariadne auf Naxos, Hänsel und Hexe in Hänsel und Gretel.
Gastspiele führten Kleindienst an Musikbühnen in Europa. Sie sang u. a. in Amsterdam, Genf, London, Straßburg und Wien, in Essen, München, Hamburg, Mannheim und Berlin. Die Sängerin war auch eine Interpretin des Liedgesangs.
Stella Kleindienst war seit 1984 mit dem Regisseur Johannes Schaaf verheiratet. Sie starb am 15. Januar 2019.